# Atyria malanciata
Atyria malanciata là một loài bướm đêm trong họ Geometridae.